# Davenport (Iowa)
Pour les articles homonymes, voir Davenport.
La ville de Davenport est le siège du comté de Scott, situé dans l’État de l'Iowa, aux États-Unis. Sa population s’élevait à 99 685 habitants lors du recensement de 2010, estimée à 102 085 habitants en 2018, ce qui en fait la troisième ville de l’État.
Davenport est la plus importante agglomération d'un ensemble de quatre villes nommé Quad Cities qui s’étend sur les deux rives du Mississippi : à l’ouest avec Davenport et Bettendorf et à l’est avec Rock Island et Moline (Illinois).

## Histoire

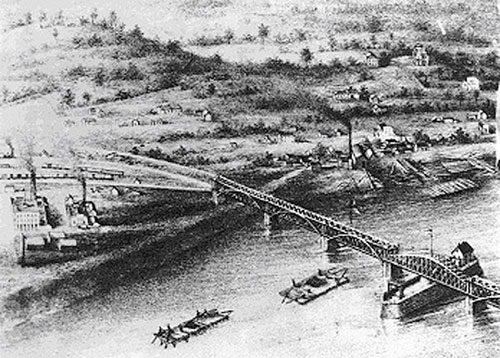
Le premier pont ferroviaire franchissant le Mississippi en 1800. Davenport a été construit sur la partie située au fond de l'image

Antoine LeClaire, l'un des nombreux explorateurs ayant pris part à la conquête de l'Ouest, donna à la ville ce nom en l'honneur du colonel George Davenport (en), qui fut le premier à créer des installations à cet endroit, en 1836.

## Personnalités liées à la ville
- Jean-Antoine-Marie Pelamourgues (1807-1875), ecclésiastique français, premier curé de Davenport.
- Eloise Blaine Cram (1896-1957), zoologiste et parasitologiste, spécialiste des nématodes, est née à Davenport.
- Le cornettiste et pianiste de jazz Bix Beiderbecke (1903-1931) est né et a passé sa jeunesse à Davenport.
- L’actrice Sue Lyon est née à Davenport le 10 juillet 1946.
- L'acteur Cary Grant y est mort le 29 novembre 1986.
- D.D. Palmer a fondé la chiropratique en 1895.
- Seth Rollins,lutteur de la WWE est originaire de la ville
- Elizabeth Harrison, pédagogue et essayiste y a séjourné de 1856 à 1879,

## Cultes
- Diocèse de Davenport
- Liste des évêques de Davenport

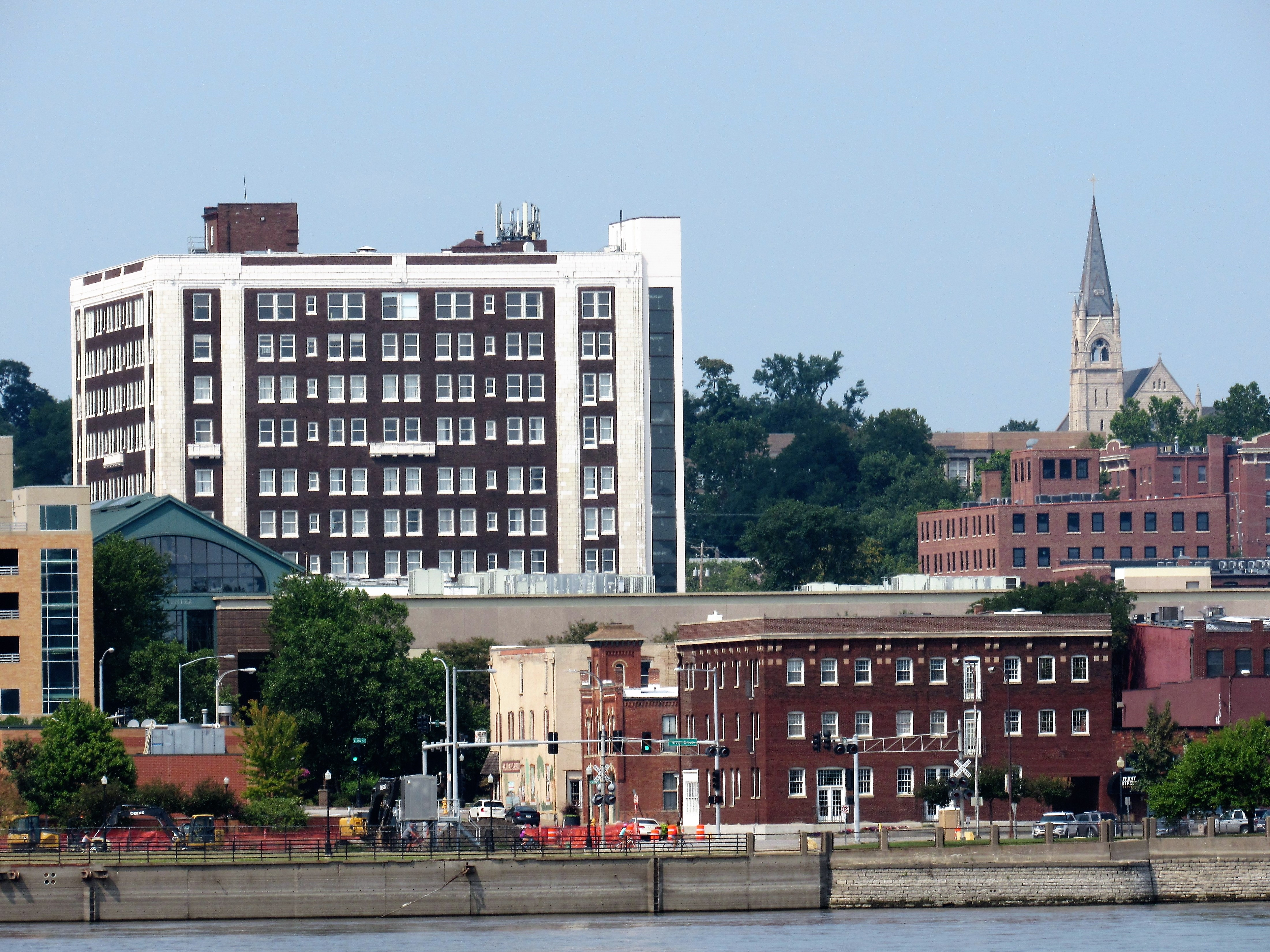
A gauche, l'Hôtel Blackhawk, et à droite, la Cathédrale du Sacré-Cœur.

- Cathédrale du Sacré-Cœur de Davenport
- Église Saint-Antoine de Davenport
- Église Sainte-Marie de Davenport
- Cathédrale de la Trinité de Davenport

## Jumelages
La ville de Davenport est jumelée avec :
- Kaiserslautern (Allemagne) depuis le 10 juin 1960
- Ilheus (Brésil) depuis le 31 janvier 2005
- Comté de Carlow (Irlande) depuis le 26 septembre 2006